# Christine Osinski
Christine Osinski (nascida em 1948) é uma fotógrafa americana. Osinski nasceu em Chicago, Illinois. Osinski é conhecida pelas suas fotos de Staten Island na década de 1980.
O seu trabalho encontra-se incluído nas colecções do Museu de Arte Americana de New Britain, do Light Work, do Museu de Arte Moderna de Nova York e do Museu de Belas Artes de Houston.